# 怪奇千万!十五郎
『怪奇千万! 十五郎』（かいきせんばん! じゅうごろう）は、川久保栄二による日本の漫画作品。『週刊少年サンデー』（小学館）において、2004年3号より2004年20号まで連載された。全17話、全2巻。

## 概要
『少年サンデー超』で連載された「医術師!! 十五郎」、『週刊少年サンデー』2003年20号に掲載された読切「竹の子ドクター 十五郎」の設定を改変し、『週刊少年サンデー』での連載に至った。

## あらすじ
警視庁のエリート刑事松嶋桜は、近頃頻繁に発生する不可解な事件の解決のために八雲蘭学塾塾長の意見を仰ぐよう指示を受ける。江戸時代より続く八雲蘭学塾は、現代でも内閣総理大臣や警視総監などの権力者を多く輩出しているため歴代塾長はその敬意を一身に集め、ことある毎に陰ながら知恵を授けていたらしい。しかし、松嶋が八雲蘭学塾を尋ねてみると、出てきたのは中学生。だがれっきとした十五代塾長八雲十五郎だと言う。十五郎が言うには、近年の事件は現代科学では解明の不可能な怪奇事件であるとのこと。その説明と、年の割りに生意気な塾長十五郎に納得の行かない松嶋だが、次々に発生する怪奇事件を十五郎と共に解決していく中でその考えをあらためていく。

## 登場人物
八雲十五郎（やくも じゅうごろう）
中学生でありながら、八雲家当主、八雲蘭学塾十五代塾長を務める天才児。その頭脳は、本人の弁によると「IQ測定不能」であるほど。現代科学では説明できない怪奇現象に興味を持ち、その解明に心血を注ぐ。非常に人使いが荒く、事件の手掛かりを手にするためにしばしば松嶋を危険な目にあわせる。基本的に何でも科学で解決する主義のため、最後の怪奇である『究極の怪奇』を解明する時は珍しく手こずっていた。
松嶋桜（まつしま さくら）
警視庁のエリート刑事。女性。科学で説明できないものは信じない、頭を働かせるより先に体が動く行動主義者という十五郎とは正反対の性格であるため、ことある毎に十五郎と衝突する。十五郎のせいで犯人に殺されかけたこともしばしば。なぜか警視総監と親しい。最初こそ十五郎との仲は悪かったが、次第に彼を認めるようになり、『地図にない島』の怪奇の時は普通に十五郎に依頼してきた。最終話のラストで普通に十五郎を尋ねて来ている事から、彼を信頼した模様。